# عوالی

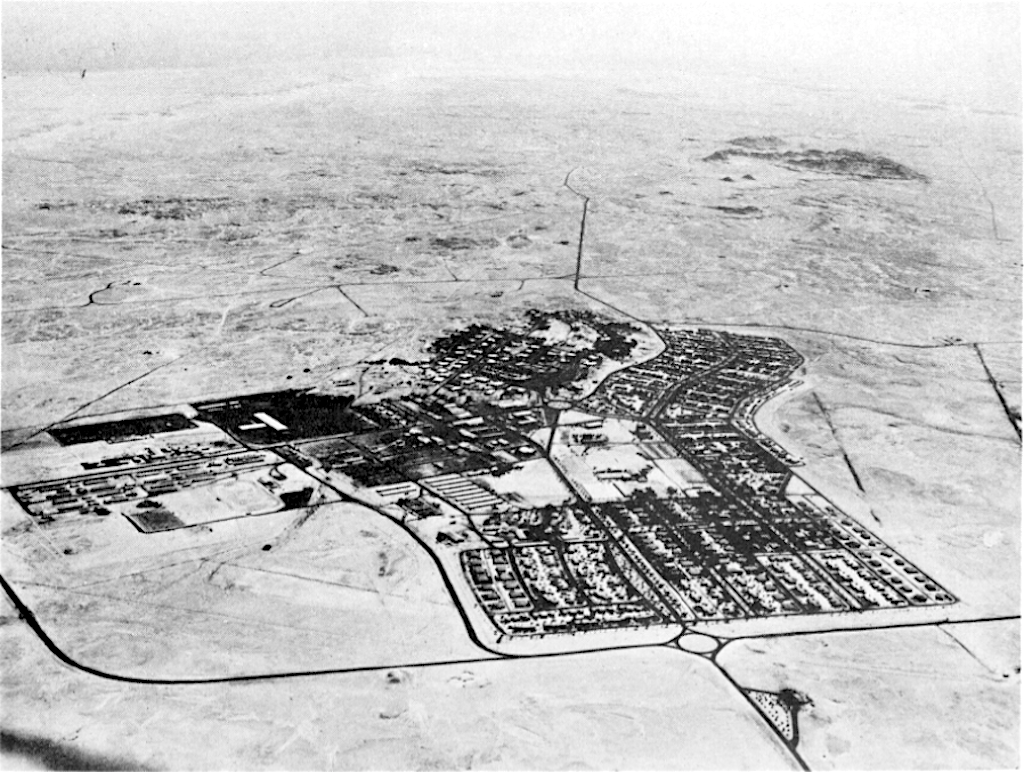
عوالی،بحرین سال 1959

عوالی نام منطقه‌ای در مرکز بحرین و جزیره‌ای کوچک در خلیج فارس است. این منطقه در دههٔ ۱۹۳۰ توسط شرکت نفت بحرین ایجاد شد. ساکنان این منطقه بیشتر کارگران و کارمندان شرکت نفت اند.. جمعیت آن ۱۷۹۶ تن است.